# Чајтина (Аљаска)
Чајтина (енгл. Chitina) насељено је место без административног статуса у америчкој савезној држави Аљаска.

## Демографија
По попису из 2010. године број становника је 126, што је 3 (2,4%) становника више него 2000. године.
| Група             | 2000.      | 2010.      |
| Белци             | 63 (51,2%) | 81 (64,3%) |
| Афроамериканци    | 0 (0,0%)   | 0 (0,0%)   |
| Азијати           | 0 (0,0%)   | 0 (0,0%)   |
| Хиспаноамериканци | 0 (0,0%)   | 3 (2,4%)   |
| Укупно            | 123        | 126        |